# Felicia Oh
Felicia Linda Oh (13 de diciembre de 1967, Seattle) es una luchadora de artes marciales mixtas norteamericana cinturón negro en jiu-jitsu brasileño. Su instructor fue Jean Jacques Machado quien le enseñó este sistema de combate. Actualmente es instructora de este deporte de la BJJ y Kettlebell, en el centro de entretenamiento de 'Big' John McCarthy en los Estados Unidos.